# Гриннелл (Канзас)
Гриннелл (англ. Grinnell) — місто (англ. city) в США, в окрузі Гов штату Канзас. Населення — 260 осіб (2020).

## Географія
Гриннелл розташований за координатами 39°7′36″ пн. ш. 100°37′52″ зх. д. / 39.12667° пн. ш. 100.63111° зх. д. (39.126625, -100.631187).  За даними Бюро перепису населення США в 2010 році місто мало площу 1,31 км², уся площа — суходіл.

## Демографія
Згідно з переписом 2010 року, у місті мешкало 259 осіб у 135 домогосподарствах у складі 81 родини. Густота населення становила 198 осіб/км².  Було 156 помешкань (119/км²).
Расовий склад населення:
| - 100,0 % — білих |

До двох чи більше рас належало 0,0 %. Частка іспаномовних становила 0,4 % від усіх жителів.
За віковим діапазоном населення розподілялося таким чином: 13,5 % — особи молодші 18 років, 54,5 % — особи у віці 18—64 років, 32,0 % — особи у віці 65 років та старші. Медіана віку мешканця становила 55,9 року. На 100 осіб жіночої статі у місті припадало 108,9 чоловіків;  на 100 жінок у віці від 18 років та старших — 107,4 чоловіків також старших 18 років.
Середній дохід на одне домашнє господарство  становив 59 989 доларів США (медіана — 42 083), а середній дохід на одну сім'ю — 81 127 доларів (медіана — 60 417). За межею бідності перебувало 4,4 % осіб, у тому числі 9,1 % дітей у віці до 18 років та 6,2 % осіб у віці 65 років та старших.
Цивільне працевлаштоване населення становило 132 особи. Основні галузі зайнятості: освіта, охорона здоров'я та соціальна допомога — 31,1 %, сільське господарство, лісництво, риболовля — 16,7 %, транспорт — 11,4 %, роздрібна торгівля — 9,8 %.